# Tiếng Tay Nhài
Tiếng Thái Thanh tiếng Thái: ꪅꪫꪱꪣ ꪼꪕ ꪑ꪿ꪱꪥ; phát âm tiếng Thái: [khoàm Tày Nhái])  được nói tại tỉnh Nghệ An và Thanh Hóa, Bắc Trung Bộ Việt Nam.
Tiếng Tayten (300 người nói tính đến năm 1995) được nói ở 2 bản Ban Phia và Ban Tenngiou thuộc huyện Pak Xeng, tỉnh Luang Prabang, Lào có thể là tiếng Tày Thanh hoặc tiếng Mal.